# 永州市第一中学
永州市第一中学（英語：Hunan Yongzhou No.1 High School），简称永州一中，位于湖南省永州市零陵区，为永州市公立學校，湖南省示范性普通高级中学之一。

## 历史沿革
1903年（清朝光绪二十九年），“永州府官立中学堂”和“永郡联立萍洲中学”建立。
1949年10月，“永州府官立中学堂”和“永郡联立萍洲中学”合并入“湖南省第七中学”（湖南省立七中）。
1952年，“湖南省第七中学”更名为“零陵县第一中学”（零陵一中）。
1950年代至1960年代初期，被评为湖南省重点中学。
1969年，更名为“零陵县工农中学”（零陵工农中学），1975年回到旧校名“零陵一中”。
1982年1月，“零陵一中”更名为“永州市第一中学”。
1998年，恢复湖南省重点中学。
2004年，被评为首批湖南省示范性高中。
2011年1月，该校被收为永州市教育局直管单位。
2020年11月20日，被评为第二届全国文明校园

## 办学条件

### 硬件设施
永州市第一中学配备有标准的食堂、公寓、实验室、电脑室、语音室、多媒体教室、报告厅和标准图书办公大楼，建有6000平米的李达广场。建设了校园局域网和“班班通”工程；还新建有体育馆、信息综合楼。

### 师资力量
截至2014年，共有特级教师三人：成少华、蒋庆荣、陈宗华。

## 学校建筑
- 人工湖
- 朗青山
- 鹤鸣亭
- 学海亭
- 思源池
- 爱莲池
- 校史馆
- 书山石峰
- 李达塑像
- 萍洲诗墙
- 文化长廊
- 红楼（三栋）

## 杰出校友
- 李达 (哲学家)，中国共产党的理论人。
- 李建新 (企业家)，曾任长丰集团董事长[2]，第十一、十二、十三届全国人民代表大会湖南地区代表。
- 周华松 (1966 - )，1984年毕业，厦门松霖科技股份有限公司董事长兼总经理。
- 张志忠，1987年毕业。曾在中国人民解放军总参谋部从事军控履约工作，2021年至今在中国驻加尔各答总领事馆工作。
- 李峥嵘，1988年毕业，北京晚报阅读周刊资深编辑，曾荣获全国报纸副刊最佳专栏奖。中国儿童文学研究会理事，中国科普作家协会中国科普作家协会会员，中国心理学会会员。
- 黄忠亿，1989年毕业，清华大学数学科学系长聘教授、博士生导师，中国工业与应用数学学会副理事长，中国数学会计算数学分会常务理事。
- 顾春玲，1989年毕业，斯伦贝谢科技总部数字化部门经理，主管奥斯陆，休斯顿，浦那科技中心新一代原油生产保证智能自动化平台软件开发。
- 唐艳春，1990年毕业，2000年取得北京大学化学与分子工程学院博士学位，后赴加拿大多伦多大学附属医学院儿童医院进行两年多的博士后工作。
- 刘洋，1990年毕业，快手公司研发线副总经理。
- 邓峰，1991年毕业，广州市润笔企业管理有限公司总经理。
- 唐燕，1995年毕业，清华大学建筑学院城市规划系长聘副教授、院长助理。
- 盘明杰，1996年毕业，中国兵器工业集团有限公司团委副书记。
- 蒋显，2005年毕业，曾赴斯坦福大学从事博士后研究。现任深圳湾实验室特聘研究员，北京大学深圳研究生院助理教授。
- 李运利 (1976 - )，1990年就读于一中，期间被选拔到省体校。1998年11月，参加在芬兰举行的第十二届世界女子举重锦标赛，获48公斤级抓举、挺举、总成绩3项冠军。
- 李一凡 (1995 - )，2013年毕业，湖南山河科技公司智能飞控所所长。
- 龚克成，1986年就读于中南大学，目前就职于马来西亚齐力集团。
- 鲁军校，设计大师。